# Khlong Toei
Khlong Toei (còn gọi là Klong Toey, tiếng Thái: คลองเตย, phát âm [kʰlɔ̄ːŋ tɤ̄ːj]) là một quận ở trung tâm Bangkok. Nó được bao quanh bởi Sông Chao Phraya và có các cảng lớn. Đây cũng là nơi có một khu chợ lớn, như Chợ Khlong Toei.
Các quận xung quanh bao gồm (theo thuận kim đồng hồ từ hướng Bắc): Watthana, Phra Khanong, Phra Pradaeng thuộc Samut Prakan (bắc qua Chao Phraya), Yan Nawa, Sathon, và Pathum Wan.

## Lịch sử

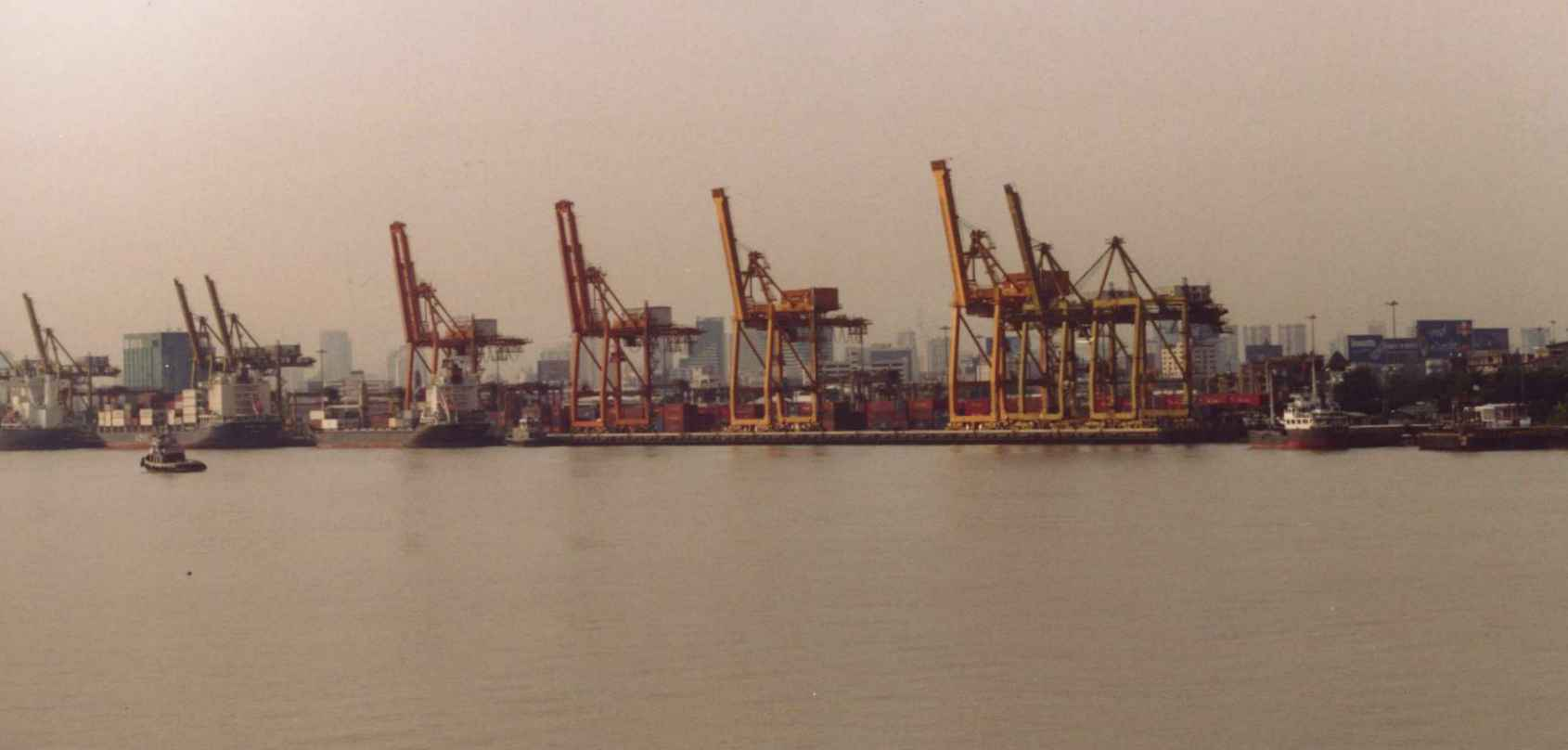
Cần cẩu ở cảng Khlong Toei

Khu vực này có lịch sử bắt đầu từ thế kỷ thứ chín như một cảng đến các thành phố thượng nguồn dọc theo Sông Chao Phraya, như Pak Nam Phra Pradaeng (tiếng Thái: เมืองปากน้ำพระประแดง) (đối ngược với quận Phra Pradaeng hiện tại) được xây dựng từ Triều vua Phutthayotfa Chulalok.
Khlong Thanon Trong (tiếng Thái: คลองถนนตรง) là một khlong (kênh đào) và song song với được xây dựng bởi Vua Mongkut vào khoảng năm 1857. Sau đó, các đoạn khác nhau của kênh đào được gọi là Khlong Toei và Khlong Hua Lamphong. Khlong Toei có nghĩa là 'kênh đào của lá dứa', do cây mọc dọc theo bờ phía nam của kênh đào. Con đường đặt tên Rama IV bởi Vua Vajiravudh vào năm 1919. Vào năm 1947, một phần lớn kênh Khlong Toei đã được lấp để mở rộng mặt đường Rama IV.
Khu vực này trở thành một phần của quận Phra Khanong, nhưng vào ngày 9 tháng 11 năm 1989 nó được tách ra và thành lập quận Khlong Toei mới. Ban đầu quận Khlong Toei có 6 phó quận, ba trong số đó sau này hình thành nên quận Watthana (công bố ngày 14 tháng 10 năm 1997, hiệu lực ngày 6 tháng 3 năm 1998).
Khu định cư không chính thức bị chiếm dụng này được khảo sát vào năm 1971 và là một trong những khu ổ chuột lớn nhất ở Bangkok. Năm 2006, ước tính có khoảng 80.000 đến 100.000 người sống ở đó.

## Phân cấp hành chính

Bản đồ quận

Quận được chia thành ba phó quận (khwaeng). Từ Tây sang Đông là:
| 1. | Khlong Toei  | คลองเตย | từ đường ray đến Soi Sukhumvit 22        |
| 2. | Khlong Tan   | คลองตัน  | từ Soi Sukhumvit 22 đến Soi Sukhumvit 36 |
| 3. | Phra Khanong | พระโขนง | từ Soi Sukhumvit 36 đến Soi Sukhumvit 52 |

Khlong Toei cùng là bên quận và phó quận nằm trong nhau. Phra Khanong vùa là phó quận của Khlong Toei và cũng là một quận, cùng với phó quận Bang Chak.

## Giao thông
- Ga BTS skytrain (BTS) tại quận này bao gồm Nana, Asok (chuyển đổi với Ga MRT Sukhumvit), Phrom Phong, Thong Lo, Ekkamai, Phra Khanong, và On Nut, tất cả đều nằm dọc theo Đường Sukhumvit trên BTS Tuyến Sukhumvit.
- MRT (MRTA) có ga Khlong Toei, Trung tâm Hội nghị Quốc gia Vương hậu Sirikit và Sukhumvit (chuyển đổi với BTS).
- Bến xe Miền Đông (còn gọi là bến xe Ekkamai) có tuyến xe buýt liên tỉnh đi đến Pattaya, Rayong và Trat. Nó nằm trên Đường Sukhumvit, gần ga Ekkamai BTS.